# ويكيبيديا الإندونيسية
ويكيبيديا الإندونيسية (بالإندونيسية: Wikipedia bahasa Indonesia)‏ هي ويكيبيديا الخاصة باللغة الإندونيسية. وتعد ويكيبيديا الإندونيسية خامس أسرع ويكيبيديا نموا بين اللغات الأسيوية بعد ويكيبيديا اللغة اليابانية والكورية والصينية والتركية. تمت كتابة المقالة الأولى لها في 30 مايو أيار 2003 ولكن تم إنشاء الصفحة الرئيسية بعد ستة شهور في 29 نوفمبر تشرين الثاني 2003.
وفي يونيو 2009 أصبح لديها أكثر من 100,000 مقالة. واعتبارا من مايو ايار 2014 كناك هناك ما يزيد عن 350,000 مقالة في ويكيبيديا الإندونيسية.

## التاريخ
على الرغم من أن اللغة الإندونيسية مشابهة للغة الملايو، إلا أن ويكيبيديا الإندونيسية منفصلة عن ويكيبيديا الملايوية بدأت ويكيبيديا الملايوية في أكتوبر 2002 وبعدها بستة أشهر ويكيبيديا الإندونيسية. بدأت ويكيبيديا الإندونيسية وويكيبيديا الملايو بشكل منفصل من قبل مجموعتين مختلفتين من المستخدمين. في عام 2009 كتب أندرو ليه «نظرًا لأن الحدود الوطنية تفصل هذه المجتمعات، فمن غير المرجح أن يحدث الاندماج قريبًا».
كانت تُستخدم اللغة الإندونيسية كلغة مشتركة في الأرخبيل الإندونيسي لعدة قرون، ورقيت إلى لغة رسمية مع إعلان الاستقلال الإندونيسي في عام 1945. تختلف اللغة الإندونيسية عن الملايوية في بعض النواحي، مع وجود اختلافات رئيسية في النطق والمفردات، ويرجع ذلك إلى وجود جزء كبير من الكلمات الهولندية في اللغة الإندونيسية.

## الإحصائيات
| عدد المستخدمين المسجلين | عدد المستخدمين النشيطين | عدد المقالات | صفحات المحتوى | عدد التعديلات | عدد الملفات المرفوعة | عدد الإداريين |
| ----------------------- | ----------------------- | ------------ | ------------- | ------------- | -------------------- | ------------- |
| 1٬536٬132               | 3٬200                   | 724٬237      | 3٬972٬703     | 27٬036٬583    | 61٬061               | 47            |

## التقدم
- في 16 مارس 2004، تجاوزت ويكيبيديا الإندونيسية 1,000 مقالة.
- في 31 مايو 2005، تجاوزت ويكيبيديا الإندونيسية 10,000 مقالة.
- في 1 فبراير 2007، تجاوزت ويكيبيديا الإندونيسية 50,000 مقالة.
- في 21 فبراير 2009، تجاوزت ويكيبيديا الإندونيسية 100,000 مقالة.
- في 26 ديسمبر 2011، تجاوزت ويكيبيديا الإندونيسية 180,000 مقالة.
- في 27 مارس 2012، تجاوزت ويكيبيديا الإندونيسية 200,000 مقالة.
- في أكتوبر 2013، تجاوزت ويكيبيديا الإندونيسية 300,000 مقالة.
- في 27 أبريل 2017، تجاوزت ويكيبيديا الإندونيسية 400,000 مقالة.
- في 15 أغسطس 2019، تجاوزت ويكيبيديا الإندونيسية 500,000 مقالة.
- في 18 أكتوبر 2021، تجاوزت ويكيبيديا الإندونيسية 600,000 مقالة.